# Córdoba (departament)
Córdoba – departament Kolumbii. Leży na północnym zachodzie kraju, nad Oceanem Atlantyckim. Stolicą departamentu Córdoba jest miasto Montería.

## Gminy
1. Ayapel
2. Buenavista
3. Canalete
4. Cereté
5. Chimá
6. Chinú
7. Ciénaga de Oro
8. Cotorra
9. La Apartada
10. Los Córdobas
11. Momil
12. Moñitos
13. Montelíbano
14. Montería
15. Planeta Rica
16. Pueblo Nuevo
17. Puerto Escondido
18. Puerto Libertador
19. Purísima
20. Sahagún
21. San Andrés de Sotavento
22. San Antero
23. San Bernardo del Viento
24. San José de Uré
25. San Pelayo
26. Santa Cruz de Lorica
27. Tierralta
28. Tuchín
29. Valencia